# Странная жизнь Ивана Осокина
Странная жизнь Ивана Осокина — роман П. Д. Успенского, написанный в 1915 году. В нём рассказывается о безуспешной борьбе Ивана Осокина за исправление своих ошибок, когда ему предоставляется шанс заново пережить своё прошлое. Роман служит повествовательной платформой для теории вечного возвращения Ницше. Заключение полностью предвосхищает философию Четвёртого пути, которая характерна для поздних работ Успенского. В частности, описание в последней главе шокирующего осознания механической природы существования, его последствий и возможности/ответственности работы в эзотерической школе.

## Сюжет
Иван Осокин прожил свою жизнь зря. Он никогда не думал над будущем и всё делал так, как ему хотелось. Это привело его к волшебнику, которому он вечно твердил: «Эх, если бы у меня был только шанс вернуться и исправить всё что было, ведь сейчас я понимаю, что сделал не так».
Волшебник удовлетворяет просьбу героя, и он переносится в прошлое. Однако, сам того не замечая, Иван Осокин вновь повторяет те же действия. От осознания этого, ему становится тошно, и поэтому герой старается забыть о том, что он приходил к волшебнику. Его память тускнеет, а позже он вовсе забывает о нём.
Иван Осокин снова на пороге у дома волшебника. В разговоре с ним он понимает, что это происходило с ним неисчислимое количество раз. Когда он рассказал это волшебнику, тот даёт ему напутствие. Иван Осокин выходит из цикла и идёт жить, не задумываясь о прошлых потерях.

## Персонажи
- Иван Осокин – главный герой произведения. Мужчина средних лет. Не окончил гимназию, задумчив и одинок. Его комната съёмная и он не желает платить по счетам. В ней есть только дешёвая и старая мебель, на полу куски порванной бумаги.
- Волшебник – второстепенный, но важный персонаж, который появляется в начале и конце романа. Его комната полна старых вещей: персидская трость, чёрная мантия, рапиры. Возможная отсылка к учителю Успенского, Георгию Гурджиеву[источник?].
- Зинаида – второстепенный персонаж, возлюбленная Ивана Осокина. Она дворянка, и из-за этого бедный Иван Осокин не может угодить её потребностям. Расставание с ней приводит его к волшебнику.

## Влияние
Гарольд Рамис, режиссёр фильма «День сурка», нашёл смысл «Странной жизни Ивана Осокина» похожим на экзистенциальную дилемму «Дня сурка». Оба произведения подразумевают, что трезвое принятие личной ответственности необходимо для того, чтобы увеличить степень свободы личности. Мнение Рамиса напечатано в издании «Странной жизни Ивана Осокина» издательства Lindisfarne Books 2004 года.
На произведении «Странная жизнь Ивана Осокина» строятся некоторые философские направления в творчестве немецких мыслителей таких как Фридрих Ницше. В своей книге «Так говорил Заратустра» он изложил своё понятие «вечного возвращения» в основе которого лежит философия П. Д. Успенского.